# گای فارلی
گای فارلی (انگلیسی: Guy Farley؛ زادهٔ ۵ فوریهٔ ۱۹۶۳) آهنگساز و موسیقی‌دان اهل بریتانیا است. او در سال ۲۰۱۴، نامزد دریافت ۴ «جایزه موسیقی و صدا» شد.
از فیلم‌ها یا مجموعه‌های تلویزیونی که وی در آن‌ها نقش داشته است، می‌توان به برخاسته از مرگ و بازپرداخت اشاره نمود.